# Karangmukti (Karangbahagia)
Karangmukti is een bestuurslaag in het regentschap Bekasi van de provincie West-Java, Indonesië. Karangmukti telt 8976 inwoners (volkstelling 2010).